# Julia Pfeiffer Burns State Park
Het Julia Pfeiffer Burns State Park is een staatspark en beschermd natuurgebied in Big Sur in de Amerikaanse staat Californië. Het park is vooral bekend om de McWay Falls. In het Julia Pfeiffer Burns State Park staan 90 meter hoge kustmammoetbomen, die meer dan 2500 jaar oud zijn. Het park is vernoemd naar Julia Pfeiffer Burns, een bewoner van Big Sur tot haar dood in 1928. Het Julia Pfeiffer State Park is opgericht in 1962 en heeft een oppervlakte van 15,22 km².

## Geschiedenis
Het staatpark ligt in het gebied dat vroeger Saddle Rock Ranch werd genoemd, omdat een rotsformatie in de McWay Cove op een zadel lijkt. De eerste bewoners van het stuk land waren Christopher McWay en zijn vrouw Rachel in de 19e eeuw. Het stuk land had hierna meerdere eigenaren en in 1924 werd het land verworven door Lathrop Brown en zijn vrouw Helen. Zij bouwden een stenen huis in de McWay Cove. Het huis kreeg elektriciteit, dat werd opgewekt door de McWay Creek. Ze raakten bevriend met Julia Pfeiffer Burns en schonken de grond in 1961 aan de staat Californië.